# 鼻荆郎
《鼻荆郎》是从公元六七世纪开始在朝鲜半岛流传的一个古老传说。故事的主人公鼻荆郎是新罗真智王的鬼魂与桃花女，人鬼结合而生的儿子。亦人亦鬼的鼻荆郎在人世间辅佐国王治理朝政。在鬼的世界里，他是众鬼的头目，率领众鬼为国民做好事。如果有鬼背叛，他会率众鬼去处置。因此，众鬼一听到他的名字就望风而逃。古代朝鲜有家家户户在门上贴颂扬鼻荆郎诗帖驱鬼魔的习俗：“圣帝魂生子，鼻荆郎室亭；飞驰诸鬼众，此处莫留停。”:58-59

## 故事梗概
新罗沙梁部有一位民间美女桃花女。荒淫的真智王将她召入宫中，企图占有她。桃花女以自己是有夫之妇拒绝了他。真智王以死威胁，但桃花女却宁死不肯：“宁愿死于街市，也绝不会改变初衷！”无奈，真智王问道：“你若丧夫，可否嫁我？”桃花女表示可以，真智王于是就放了她。后来，朝政腐败的真智王被废黜而死。两年后，桃花女的丈夫也死去。在她丈夫死去10天后，真智王的鬼魂来找桃花女。她禀告父母后，她的父母认为君命不可违，让她兑现了承诺。桃花女后怀孕得一男婴，名曰“鼻荆”。:56-57
真平王听说鼻荆郎的故事后，将他召入宫中。鼻荆15岁后，每晚都飞过月城，西去荒川上，带领众鬼游耍，破晓就各自回宫。得知鼻荆郎的神力后，真平王让他率众鬼在神光寺北渠修座桥。他率众鬼一夜之间便将桥建好。修桥事情之后，真平王又要鼻荆从众鬼中推荐能够帮助治理朝政的人。鼻荆推荐了吉达。真平王遂任用吉达为官，并把他送给大官林宗作义子。林宗让吉达在兴轮寺南边建造门楼，并让他每晚住在门楼上。后来，吉达变成孤貍逃遁。鼻荆得知此事后派众鬼前去捉拿吉达，把他处死了。众鬼对此非常震惊，此后一听到鼻荆之名就纷紛逃走。从此，鼻荆成了驱鬼之神。人们在门上贴赞颂鼻荆的诗以避鬼：“圣帝魂生子，鼻荆郎室亭；飞驰诸鬼众，此处莫留停。”:57-58